# Musel IV Mamicônio
Musel IV Mamicônio (em latim: Musel ou Musiles; em grego medieval: Μουσίλης; romaniz.: Mousílēs; em armênio: Մուշեղ; romaniz.: Mušeł) ou Musel III Mamicônio foi um príncipe da Armênia em 654 da família Mamicônio. Estava ativo no início da dominação árabe da Armênia.

## Nome
Musel ou Musiles (Μουσίλης, Mousílēs) são as formas latina e grega do armênio Muxel (Մուշեղ, Mušel), que originou-se no hitita Mursil através da forma não atestada Murxel (*Մուրշեղ, *Muršeł).

## Contexto
Após a queda do Império Sassânida, conquistado pelos árabes, os armênios, vassalos dos sassânidas, se aproximam do Império Bizantino para resistir melhor às incursões dos árabes. O imperador Constante II (r. 641–668) nomeou Teodoro Restúnio como príncipe da Armênia em 643, mas os armênios rapidamente se desapontaram com o Império Bizantino que, por um lado, apenas ajuda fracamente contra os árabes e, por outro, procura acabar ao cisma armênio pela conversão forçada. Restúnio rejeita a suserania bizantina e aproxima-se dos árabes e aprisiona os emissários bizantinos.

## Vida

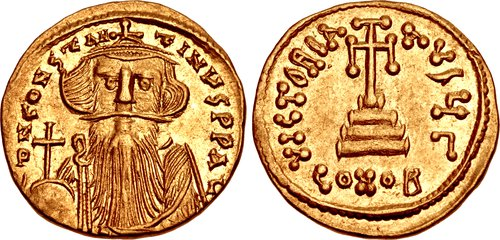
Soldo de r.

A afiliação de Musel não é citada por documentos contemporâneos. Cyril Toumanoff e Christian Settipani o consideram filho do asparapetes Musel III. Assumindo que os armênios não dão a uma criança o nome de seus pais vivos, Settipani o pensa como póstumo, mas isso significaria que teria 12 anos quando se tornou um asparapetes e 16 quando se tornou príncipe. Toumanff pensa que tinha um irmão chamado Fraates, citado por Leôncio, o Vardapetes, cujo filho se chamada Davi I.
Constante invadiu a Armênia em 654, obrigando Teodoro Restúnio a fugir, e nomeou em seu lugar Musel, que assim se tornou príncipe da Armênia. Após a partida do exército bizantino, Restúnio recebeu um contingente de sete mil árabes, assumiu o controle da Armênia e se tornou príncipe novamente. Entre os partidários de Restúnio estava Amazaspes IV, provável tio de Musel. Uma alusão de Sebeos sugere que havia entre os Mamicônios um grecófilo e um arabófilo, mas que os dois príncipes sabiam viver globalmente com boa inteligência. Musel reuniu-se aos árabes em 656, deixando seus quatro filhos como reféns deles, e permaneceu seu aliado em 657, quando Amazaspes, agora príncipe, se voltou ao Império Bizantino.